# Barcillonnette
 Barcillonnette  es una comuna y población de Francia, en la región de Provenza-Alpes-Costa Azul, departamento de Altos Alpes, en el distrito de Gap. Es la cabecera del de su nombre. Está integrada en la Communauté de communes de Tallard-Barcillonnette.

## Demografía
| 154 | 108 | 101 | 88 | 88 | 83 | 102 | 104 |
| Para los censos de 1962 a 1999 la población legal corresponde a la población sin duplicidades (Fuente: INSEE [Consultar]) |     |     |    |    |    |     |     |